# روبن سانتیاگو-هادسون
روبن سانتیاگو-هادسون (به انگلیسی: Ruben Santiago-Hudson) (زاده ۲۴ نوامبر ۱۹۵۶) بازیگر و کارگردان آمریکایی است.
از فیلم‌های معروف او می‌توان به بازی در فیلم چهارگوش، شفت، اختلاف داخلی، چشمانشان نظاره‌گر خدا بود و منفجر شده اشاره کرد.